# Dennis Daugaard

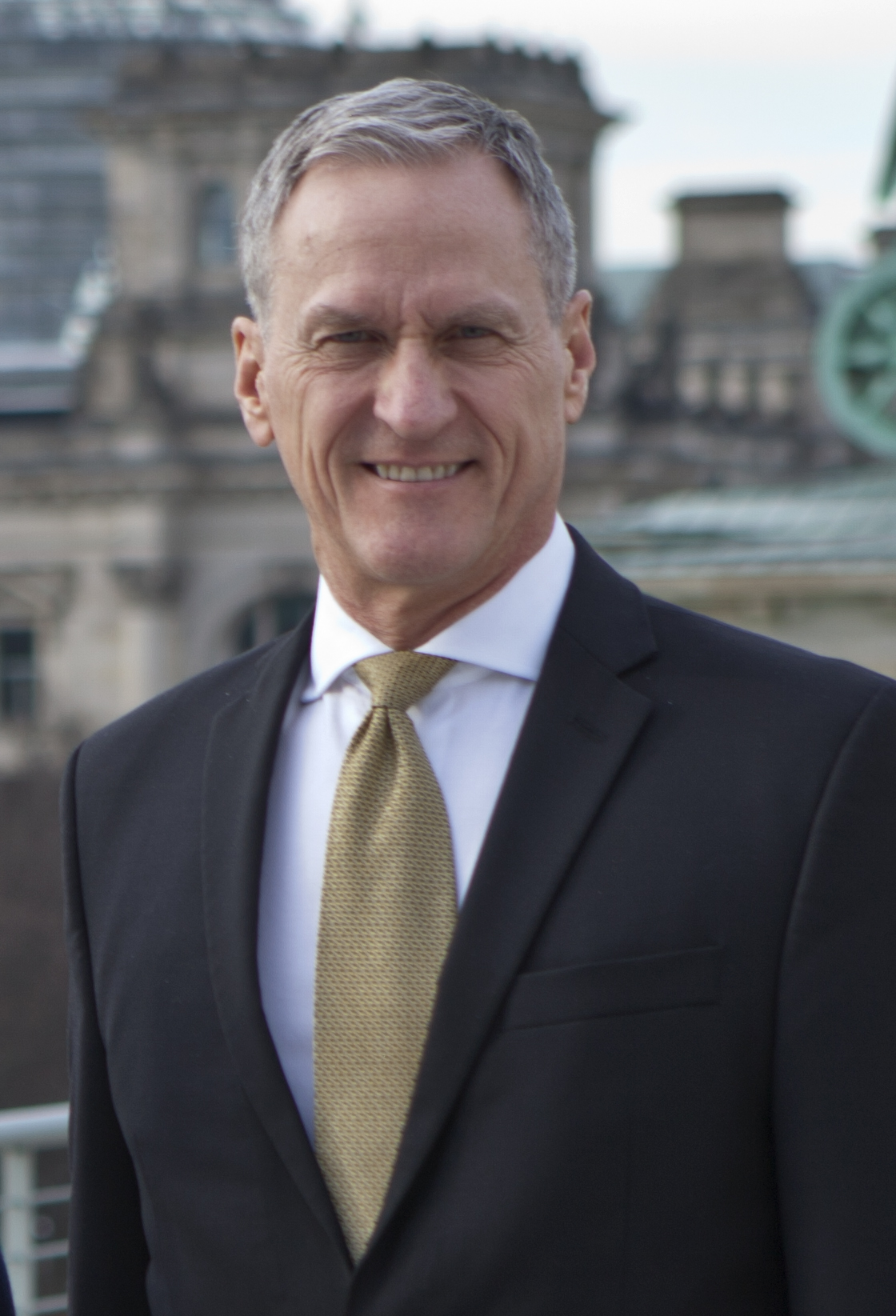
Dennis Daugaard (2017)

Dennis M. Daugaard (* 11. Juni 1953 in Garretson, Minnehaha County, South Dakota) ist ein US-amerikanischer Politiker (Republikanische Partei). Er war vom 8. Januar 2011 bis 5. Januar 2019 Gouverneur des Bundesstaates South Dakota.

## Leben

### Werdegang
Dennis Daugaards Großeltern väterlicherseits wanderten 1911 aus Dänemark in die Vereinigten Staaten aus und führten bald darauf eine Farm bei Dell Rapids, die auch Raymond Daugaard, Dennis’ Vater, bewirtschaftete. Dennis Daugaard hat zwei Schwestern.
Nach dem Besuch einer so genannten Zwergschule absolvierte er ab 1971 die High School in Dell Rapids. Danach wechselte er an die University of South Dakota in Vermillion, an der er 1975 einen Bachelor in Politikwissenschaften erwarb. Im Anschluss daran zog er nach Chicago (Illinois), wo er 1978 an der Northwestern University seinen Juris Doctor in Rechtswissenschaften erlangte.
1981 kehrte er nach South Dakota zurück, wo er im selben Jahr Linda Schmidt heiratete. Das Paar bekam drei Kinder, zwei Töchter und einen Sohn.

### Politische Laufbahn
1996 wurde Daugaard in den Senat von South Dakota gewählt; sowohl 1998 als auch 2000 erfolgte mit jeweils großer Mehrheit die Wiederwahl. 2002 ernannte ihn Mike Rounds, der neu gewählte Gouverneur von South Dakota, zum Vizegouverneur seines Heimatstaates. Nach Rounds’ Wiederwahl im Jahr 2006 wurde Daugaard erneut Vizegouverneur.
Nachdem Rounds 2010 nach zwei Amtszeiten auf Grund der Verfassung nicht erneut kandidieren durfte, bewarb sich Daugaard selbst um das Amt des Gouverneurs von South Dakota. Bei der Wahl Anfang November 2010 konnte er sich mit rund 62 Prozent der Wählerstimmen gegen den Demokraten Scott Heidepriem durchsetzen, woraufhin er im Januar 2011 Rounds’ Nachfolge antrat. Sein Vizegouverneur war Matt Michels. Am 4. November 2014 wurde er in eine zweite Amtszeit gewählt. Am 5. Januar 2019 wurde seine Nachfolgerin Kristi Noem vereidigt und Daugaard schied aus seinem Amt aus.
Bei der Präsidentschaftswahl 2016 war Daugaard neben dem South Dakota Attorney General Marty Jackley und der Vorsitzenden der Republikanischen Partei von South Dakota Pam Roberts einer der drei Wahlleute des Bundesstaates im Electoral College.

## Sonstiges
Beide Eltern von Dennis Daugaard waren taub. Daher beherrscht er nicht nur die American Sign Language, sondern ist auch diplomierter Dolmetscher für diese Gebärdensprache.